# París-Roubaix 1930
La 31.ª edición de la París-Roubaix tuvo lugar el 20 de abril de 1930 y fue ganada por el belga Julien Vervaecke. La victoria le fue atribuida después de la descalificación de Jean Maréchal, primer corredor en cruzar la meta, al que le otorgaron la segunda plaza.

## Recorrido
Esta edición partía de Argenteuil. Una cota de 1800 metros en Cormeilles-en-Parisis se incluyó en el recorrido. La carrera pasó por: Pontoise, Méru, Beauvais, Breteuil, Amiens, Doullens, Arras, Hénin-Beaumont y Seclin.

## Desarrollo de la carrera
86 corredores toman la salida a las 7h 45 en Argenteuil. Jean Maréchal pasó en cabeza la primera dificultad de la carrera, la cota de Cormeilles. Diez hombres pasan en cabeza por la localidad de Pontoise : Jean Aerts, Gossard, Paul Le Drogo, Leport, Antonin Magne, Jean Maréchal, Meier, Francis Pélissier, Henri Suter y Rémi Verschaete. Otros quince se les unen poco antes de Méru. Jules Merviel se escapa del grupo poco después. Cuenta con tres minutos de ventaja cuando la carrera pasa por Caply. Max Bulla y Antonin Magne se lanzaron a la persecución en Amiens. Bulla atrapa a Merviel antes de la cota de Doullens. En la cima de esta cota, Bulla y Merviel tienen un minuto y treinta segundos de ventaja sobre Magne y 3 sobre el grupo de perseguidores.
Bulla y Merviel son cazados por Léander Gyssels, Jean Maréchal y Julien Vervaecke a ocho kilómetros de Arras. Maréchal toma la cabeza hasta Carvin, donde un pinchazo le obligó a desmontar la rueda para volverla a inflar. A pesar de esto no tardó en volver a cazar a Vervaecke. Siguiendo las órdenes de su director Ludovic Feuillet, Vervaecke no relevó en ningún momento a Maréchal. Intentó atacar pero Maréchal enseguida la cogía la rueda. Al pasar por un camino estrecho, Vervaeke, se desequilibra y cae en una zanja. Esta caída permite que Maréchal tome distancia y, finalmente, llegue en solitario a Roubaix. Vervaecke llega con 24 segundos de retraso.

## El caso Maréchal
A la llegada, Julien Vervaecke y Ludovic Feuillet protestaron, y pidieron la descalificación de Jean Maréchal a quien le acusan de haber provocado la caída. Los comisarios de la carrera se reúnen y, después de haberse entrevistado con los dos corredores, deciden quitarle la victoria a Maréchal y darle la segunda plaza. Esta decisión es sorprendente: el Reglamento establece que debe ser descalificado si alguno comete alguna infracción o se mantiene su posición si es inocente. Esta decisión, es calificada de injusta y escandalosa, por Ludovic Feuillet y su equipo Alcyon. Jean Maréchal reiteraría su inocencia hasta su muerte: 

Detrás de mí, sentí que me iba a atacar Vervaeke por encima de la acera. Como soy un poco acróbata, salté también a la acera. Nos tocamos en el hombro y cayó...

## Clasificación final
| 1. | Julien Vervaecke          | Alcyon-Dunlop               | en | 8 h 11 min 14 s                 |
| 2. | Jean Maréchal             | Colin                       | en | 8 h 10 min 50 s (descalificado) |
| 3. | Antonin Magne             | Alleluia - Wolber           | +  | 6 min 48 s                      |
| 4. | Émile Joly                | Genial Lucifer - Hutchinson |    | 6 min 48 s                      |
| 5. | Nicolas Frantz            | Alcyon - Dunlop             |    | 6 min 48 s                      |
| 6. | Jean Aerts                | Fontan                      |    | 6 min 48 s                      |
|    | Frans Bonduel             | Dilecta-Wolber              |    | 6 min 48 s                      |
|    | Jérôme Declercq           | La Nordiste                 |    | 6 min 48 s                      |
|    | Maurice De Waele          | Alcyon-Dunlop               |    | 6 min 48 s                      |
|    | Aimé Dossche              | La Nordiste                 |    | 6 min 48 s                      |
|    | Marcel Gobillot           | Dilecta-Wolber              |    | 6 min 48 s                      |
|    | André Godinat             | Dilecta-Wolber              |    | 6 min 48 s                      |
|    | Alfred Hamerlinck         | La Nordiste                 |    | 6 min 48 s                      |
|    | Hector Leroy              |                             |    | 6 min 48 s                      |
|    | Désiré Louesse            | Oscar Egg                   |    | 6 min 48 s                      |
|    | Pierre Magne              | Alleluia - Wolber           |    | 6 min 48 s                      |
|    | Hector Martin             | Elvish                      |    | 6 min 48 s                      |
|    | Jules Merviel             | Alleluia - Wolber           |    | 6 min 48 s                      |
|    | Julien Perrain            |                             |    | 6 min 48 s                      |
|    | Georges Ronsse            | La Française                |    | 6 min 48 s                      |
|    | Henri Suter               | Genial Lucifer - Hutchinson |    | 6 min 48 s                      |
|    | Odiel Taillieu            | Oscar Egg                   |    | 6 min 48 s                      |
|    | Armand Van Bruane         | La Nordiste                 |    | 6 min 48 s                      |
|    | Bernard Van Rijsselberghe | Dilecta-Wolber              |    | 6 min 48 s                      |
|    | Gustaaf Van Slembrouck    | Genial Lucifer - Hutchinson |    | 6 min 48 s                      |
|    | Petrus Verhaegen          | Genial Lucifer - Hutchinson |    | 6 min 48 s                      |